# Issa Rae
Jo-Issa Rae Diop, nota come Issa Rae (Los Angeles, 12 gennaio 1985), è un'attrice, sceneggiatrice, produttrice cinematografica e scrittrice statunitense.
Ha ottenuto il plauso della critica come co-sceneggiatrice e attrice nella serie televisiva Insecure, grazie a cui ha ottenuto nomine ai Golden Globe, Primetime Emmy Awards, Critics' Choice Television Awards e ha vinto tre NAACP Image Award, un Satellite Award e tre Black Reel Awards. Dal 2020 ha fondato la Hoorae Media, casa di produzione cinematografica, producendo film e serie televisive per la HBO, Warner Bros. e Universal Pictures.
La rivista Forbes ha inserito Rae tra le 30 Under 30 più influenti nel 2012 nel campo dell'intrattenimento, mentre la rivista Time l'ha inclusa nella lista delle 100 persone più influenti al mondo del 2018 e del 2022, grazie ai suoi contributi cinematografici, nel campo umanitario e della propaganda dei diritti umani fondamentali.
Il suo libro, The Misadventures of Awkward Black Girl, è divenuto un best seller del The New York Times.

## Biografia
Jo-Issa Rae Diop è nata a Los Angeles, California, figlia di Abdoulaye Diop, un pediatra e neonatologo senegalese, e Delyna Diop, insegnante originaria della Louisiana. La famiglia visse a Dakar, in Senegal, per un breve periodo durante l'infanzia dell'attrice in cui impara il francese, per poi trasferirsi a Potomac, nel Maryland. Quando Diop era in prima media, la sua famiglia si è trasferita nel ricco quartiere View Park-Windsor Hills di Los Angeles, dove ha frequentato una scuola media prevalentemente frequentata da studenti di origine afroamericana. Diop si è diplomata alla King Drew Magnet High School of Medicine and Science, dove ha iniziato a frequentare corsi di recitazione.
Nel 2007, Rae si è laureata all'Università di Stanford. Nel periodo universitario ha realizzato video musicali, scritto e diretto opere teatrali, e creato una finta serie reality chiamata Dorm Diaries per divertimento. A Stanford, Rae ha incontrato Tracy Oliver, che ha contribuito a produrre Awkward Black Girl. Dopo il college, Rae ha ricevuto una borsa di studio per il teatro al Public Theater di New York, assistendo assieme alla Oliver alle lezioni presso la New York Film Academy.
Nel 2011Rae e Olivier pubblicano sulla piattaforma YouTube la webserie The Mis-Adventures of Awkward Black Girl, format che racconta la vita della studentessa J, interpretata da Rae. La serie diviene virale sui social media attirando l'attenzione del cantante e produttore statunitense Pharrell Williams, che sponsorizza e co-produce la seconda e terza stagione. Il format vince nel 2013 lo Shorty Awards come miglior web show. Nel corso del 2013 prende parte a numerose webserie, alcune prodotte dalla stessa Rae, tra cui How Men Become Dogs, The Number e The Choir. Il primo libro della Rae, intitolato The Misadventures of Awkward Black Girl, è stato pubblicato nel 2015 ed è diventato un best seller del The New York Times.
Dopo la partecipazione ad alcuni film e cortometraggi, dal 2016 è impegnata nella serie televisiva Insecure, sia in veste di produttrice esecutiva che di attrice, riscuotendo il plauso della critica. Nel corso della serie, Rae ottiene due nomine ai Golden Globe come miglior attrice in una serie commedia o musicale, e diverse nomine come attrice, sceneggiatrice e produttrice ai Primetime Emmy Awards, Critics' Choice Television Awards, Satellite Awards, e tre NAACP Image Award, venendo riconosciuta in quest'ultime due premiazioni come miglior attrice in una serie commedia. Rae vince inoltre quattro Black Reel Awards e un BET Awards.
Nel 2018 recita nel film Il coraggio della verità di George Tillman Jr. e successivamente nei film La piccola boss al fianco di Regina Hall e Marsai Martin. Nel 2020 fonda la propria casa di produzione cinematografica e televisiva, la Hoorae Media, e prende parte a diversi progetti cinematografici, tra cui The Photograph - Gli scatti di mia madre, The Lovebirds, al fianco di Kumail Nanjiani, nel film TV Coastal Elites, e in The Photograph. Nello stesso periodo appare nel video del brano Entrepreneur di Jay-Z e Pharrell Williams, e nel video del brano Lights On di D Smoke e SiR.

### Filantropia
Issa Rae è un'attivista del movimento Black Lives Matter. In seguito alla sparatoria della polizia in cui rimase ucciso Alton Sterling nel 2016, Rae ha usato la sua piattaforma per richiamare l'attenzione sulla violenza e la brutalità della polizia contro i neri americani, raccogliendo oltre 400.000 dollari per aiutare a pagare il college frequentato dai figli di Sterling.
Rae è una sostenitrice e portavoce di associazioni che si prefiggono di diffondere i diritti civili e i diritti delle donne. Il suo impegno si estende inoltre nel campo cinematografico, sostenendo l'ascesa di giovani donne all'interno della produzione di film.

### Hoorae Media Productions
Nel settembre 2020 Issa Rae ha fondato a Inglewood, California, la casa di produzione multimediale, denominata Hoorae Media Productions, che comprende una divisioni nel campo della produzione cinematografica, televisiva, i contenuti audio radiofonici, la gestione creative e di marchi digitali. La Hoorae Media Productions vede Issa Ree ricoprire il ruolo di amministratore delegato, Montrel McKay presidente della sezione film e televisione e Sara Rastogi nel ruolo di vicepresidente della compagnia. Nello stesso anno, la casa di produzione ha firmato un accordo quinquennale da 40 milioni di dollari che conferisce diritti televisivi esclusivi a HBO, HBO Max, e alla Warner Bros. i progetti cinematografici. A marzo 2021 la Hoorae Media Productions ha 23 dipendenti.

### Produzioni
- Insecure – serie TV per HBO (2016-2021)
- A Black Lady Sketch Show – serie TV per HBO (dal 2019)
- Sweet Life: Los Angeles – reality show per HBO Max (dal 2021)
- Rap Sh!t – serie TV per HBO Max (dal 2019)

## Filmografia

### Attrice

#### Cinema
- Protect and Serve, regia di Kim Dana (2014)
- A Bitter Lime, regia di Max De Bowen (2015)
- Il coraggio della verità (The Hate U Give), regia di George Tillman Jr. (2018)
- La piccola boss (Little), regia di Tina Gordon Chism (2019)
- The Lovebirds,[47] regia di Michael Showalter (2020)
- The Photograph - Gli scatti di mia madre (The Photograph), regia di Stella Meghie (2020)
- Vengeance, regia di B. J. Novak (2022)
- Barbie, regia di Greta Gerwig (2023)

#### Televisione
- Rubberhead – Film TV (2014)
- Insecure – serie TV[47], 44 episodi (2016-2021)
- A Black Lady Sketch Show – serie TV[47], 5 episodi (2019-2021)
- BoJack Horseman – serie TV, 2 episodi (2018)
- Rap Sh*t – serie TV[47] (2020)
- Coastal Elites – Film TV (2020)
- Saturday Night Live – programma TV, 1 episodio, conduttrice (2020)
- BlackAF – serie TV, episodio 01x05 (2020)
- Roar – serie TV, episodio 01x01 (2022)
- Black Mirror - serie TV, episodio 07x03 (2025)

#### Webserie
- The Mis-Adventures of Awkward Black Girl – webserie, 25 episodi[47] (2011-2013)
- The Couple – webserie, 1 episodio[47] (2012)
- The Number – webserie, 6 episodi[47] (2012-2013)
- How Men Become Dogs – webserie, 6 episodi[47] (2013)
- True Friendship Society – webserie, 1 episodio (2013)
- My Roommate the – webserie, 1 episodio (2013)
- Instacurity – webserie, 2 episodi (2013)
- Little Horribles – webserie, 3 episodi[47] (2013)
- Inside Web Series – webserie[47] (2013)
- The Choir– webserie, 4 episodi[47] (2013-2015)
- Roomieloverfriends – Film TV (2014)
- First – webserie, 11 episodi[47] (2014-2015)

### Doppiatrice
- BoJack Horseman – serie animata, episodi 5x02, 5x07 (2018)
- Spider-Man: Across the Spider-Verse, regia di Joaquim Dos Santos, Kemp Powers, Justin K. Thompson (2023)

## Produttrice e sceneggiatrice
- Black Actress – webserie (2013)
- The Choir – webserie, 12 episodi (2013-2014)
- So Jaded – Film TV (2014)
- Words with Girls– Film TV (2014)
- Bleach – Film TV (2014)
- Hard Times – Film (2014)
- Black Twitter Screening – Film (2014)
- Killing Lazarus – Film (2015)

## Riconoscimenti
- Black Reel Awards
  - 2017 – Miglior attrice in una serie commedia per Insecure[48]
  - 2017 – Candidatura alla miglior sceneggiatrice in una serie commedia per Insecure[48]
  - 2017 – Candidatura alla miglior serie commedia per Insecure[48]
  - 2018 – Miglior attrice in una serie commedia per Insecure[49]
  - 2018 – Candidatura alla miglior sceneggiatrice in una serie commedia per Insecure[49]
  - 2018 – Candidatura alla miglior serie commedia per Insecure[49]
  - 2019 – Miglior attrice in una serie commedia per Insecure[50]
  - 2019 – Candidatura alla miglior sceneggiatrice in una serie commedia per Insecure[50]
  - 2020 – Candidatura alla miglior attrice in una serie commedia per Insecure[29]
  - 2020 – Miglior serie commedia per Insecure[29]
  - 2022 – Candidatura alla miglior attrice in una serie commedia per Insecure
- BET Awards
  - 2020 – Miglior attrice per Insecure[30]
  - 2021 – Candidatura alla miglior attrice per Insecure[51]
  - 2022 – Candidatura alla miglior attrice per Insecure
- Critics' Choice Television Awards
  - 2019 – Candidatura alla miglior attrice in una serie commedia per Insecure[24]
  - 2021 – Candidatura alla miglior attrice in una serie commedia per Insecure[25]
  - 2022 – Candidatura alla miglior attrice in una serie commedia per Insecure
- Golden Globe[3]
  - 2017 – Candidatura alla miglior attrice in una serie commedia o musicale per Insecure
  - 2018 – Candidatura alla miglior attrice in una serie commedia o musicale per Insecure
  - 2022 – Candidatura alla miglior attrice in una serie commedia o musicale per Insecure
- NAACP Image Award
  - 2017 – Candidatura alla miglior attrice in una serie commedia per Insecure[52]
  - 2017 – Candidatura alla miglior sceneggiatrice in una serie commedia per Insecure[52]
  - 2018 – Candidatura alla miglior attrice in una serie commedia per Insecure[53]
  - 2018 – Candidatura alla miglior sceneggiatrice in una serie commedia per Insecure[53]
  - 2018 – Candidatura all'intrattenitore dell'anno[53]
  - 2019 – Candidatura alla miglior attrice in una serie commedia per Insecure[54]
  - 2019 – Candidatura alla miglior performance di voce di un personaggio di un film o serie animata per BoJack Horseman[54]
  - 2021 – Miglior attrice in una serie commedia per Insecure[55]
  - 2021 – Candidatura alla miglior sceneggiatrice in una serie commedia per Insecure[55]
  - 2021 – Candidatura al miglior ospite in una serie comica o drammatica per Saturday Night Live[55]
  - 2021 – Candidatura alla miglior attrice in un film per The Photograph[55]
  - 2022 – Miglior attrice in una serie commedia per Insecure[56]
  - 2022 – Miglior sceneggiatrice di una serie commedia per Insecure[56]
  - 2024 – Miglior doppiaggio cinematografico per Spider-Man: Across the Spider-Verse[57]
  - 2024 – Candidatura al miglior cast cinematografico per American Fiction[57]
- Primetime Emmy Awards[4]
  - 2018 – Candidatura alla miglior attrice in una serie commedia per Insecure
  - 2020 – Candidatura alla miglior attrice in una serie commedia per Insecure
  - 2020 – Candidatura alla miglior serie commedia per Insecure (come produttrice esecutiva)
  - 2020 – Candidatura alla serie di sketch in un varietà per A Black Lady Sketch Show
  - 2021 – Candidatura alla miglior attrice ospite in una serie commedia per A Black Lady Sketch Show
  - 2022 – Candidatura alla miglior attrice in una serie commedia per Insecure
- Satellite Award
  - 2018 – Miglior attrice in una serie televisiva – musical o commedia per Insecure[28]
  - 2019 – Candidatura alla miglior attrice in una serie televisiva – musical o commedia per Insecure[58]
  - 2021 – Candidatura alla miglior attrice in una serie televisiva – musical o commedia per Insecure[59]
- Screen Actors Guild Award
  - 2024 - Candidatura al miglior cast cinematografico per American Fiction
  - 2024 - Candidatura al miglior cast cinematografico per Barbie

## Doppiatrici italiane
Nelle versioni in italiano delle opere in cui ha recitato, Issa Rae è stata doppiata da:
- Alessia Amendola in Insecure, La piccola boss
- Guendalina Ward in Barbie, Black Mirror
- Laura Romano in Il coraggio della verità
- Domitilla D'Amico in The Lovebirds
- Eleonora Reti in The Photograph - Gli scatti di mia madre
- Benedetta Degli Innocenti in Vengeance

Da doppiatrice è sostituita da:
- Alessia Amendola in Spider-Man - Across the Spider-Verse

## Videografia
- Happy - Pharrell Williams, regia di We Are from L.A (2014)
- Moonlight - Jay-Z, regia di Alan Yang (2017)
- Spice Girl - Aminé, regia di Aminé (2017)
- Nice for What - Drake, regia di Karena Evans (2018)
- Kinda Love - TeaMarrr, regia di Child. (2019)
- Entrepreneur - Jay-Z e Pharrell Williams, regia di Calmatic (2020)
- Lights On - D Smoke, SiR, regia di Jack Begert (2020)

## Opere letterarie
- The Misadventures of Awkward Black Girl - memorie